# منتخب بولندا تحت 18 سنة لهوكي الجليد للرجال
منتخب بولندا تحت 18 سنة لهوكي الجليد للرجال هو ممثل بولندا الرسمي في المنافسات الدولية في هوكي الجليد تحت 18 سنة.